# Baron Lucy

Das Familienwappen der Barone Lucy zeigt als sprechendes Wappen drei Hechte (Esox Lucius)

Baron Lucy (auch Luci), of Cockermouth, war ein erblicher britischer Adelstitel in der Peerage of England.

## Verleihung und Geschichte des Titels
Der Titel wurde am 15. Mai 1320 für den englischen Ritter Sir Anthony de Lucy geschaffen, indem dieser per Writ of Summons ins königliche Parlament berufen wurde.
Beim Tod seines Enkels, des 3. Barons, fiel der Titel 1368 an dessen minderjährige Tochter Joan als 4. Baroness, die jedoch bereits im Folgejahr starb. Der Titel fiel daraufhin an eine Schwester des 3. Barons, Matilda (Maud) de Umfraville als 5. Baroness. Diese war mit Gilbert de Umfraville, 9. Earl of Angus, später mit Henry Percy, 1. Earl of Northumberland verheiratet. Seit ihrem kinderlosen Tod am 24. Dezember 1398 ruht der Titel.

## Liste der Barone Lucy (1320)
- Anthony de Lucy, 1. Baron Lucy (1283–1343)
- Thomas de Lucy, 2. Baron Lucy († 1365)
- Anthony de Lucy, 3. Baron Lucy (vor 1341–1368)
- Joan de Lucy, 4. Baroness Lucy (1366–1369)
- Maud de Lucy, 5. Baroness Lucy (um 1344–1398)